# Carrera de la Solidaridad y de los Campeones Olímpicos
La Carrera de la Solidaridad y de los Campeones Olímpicos (oficialmente: Course de Solidarnosc et des Champions Olympiques; en polaco: Wyścig Solidarności i Olimpijczyków) es una carrera ciclista profesional por etapas que se disputa en Polonia.
Se comenzó a disputar en 1990 con el nombre de Carrera de la Solidaridad siendo una carrera amateur hasta que en 1996 dio el salto a la categoría profesional, subiendo progresivamente de la categoría 2.5 a la 2.3. En 2004 cambió al nombre actual. Desde la creación de los Circuitos Continentales UCI en 2005 forma parte del UCI Europe Tour en la categoría 2.1, no permitiéndose equipos amateur, a pesar de ello muchos de los corredores participantes son no profesionales encuadrados en selecciones o combinados nacionales.

## Palmarés
En amarillo: edición amateur.
| Año                                                    | Ganador               | Segundo               | Tercero           |
| ------------------------------------------------------ | --------------------- | --------------------- | ----------------- |
| Carrera de la Solidaridad Olímpica                     |                       |                       |                   |
| 1990                                                   | Czesław Rajch         | Jerzy Sikora          | Zbigniew Rudyk    |
| 1991                                                   | Tomasz Brożyna        | Dariusz Baranowski    | Kestutis Stakenas |
| 1992                                                   | Evgueni Berzin        | Dariusz Baranowski    | Marek Leśniewski  |
| 1993                                                   | Dariusz Baranowski    | Piotr Wadecki         | Tomasz Brożyna    |
| 1994                                                   | Raimondas Rumsas      | Dariusz Baranowski    | Steffen Blochwitz |
| 1995                                                   | Artur Krasinski       | Marek Wrona           | Jacek Bodyk       |
| 1996                                                   | Tomasz Brożyna        | Marty Jemison         | Raimondas Rumsas  |
| 1997                                                   | Piotr Wadecki         | Ludovic Auger         | Artur Krasinski   |
| 1998                                                   | Tomasz Brożyna        | Romāns Vainšteins     | Gorazd Stangelj   |
| 1999                                                   | Tomasz Brożyna        | Wojciech Pawlak       | Jörg Ludewig      |
| 2000                                                   | Remigius Lupeikis     | Piotr Chmielewski     | Artur Krzeszowiec |
| 2001                                                   | Ondřej Sosenka        | Thomas Liese          | Piotr Przydział   |
| 2002                                                   | Radosław Romanik      | Zbigniew Piątek       | Slawomir Kohut    |
| 2003                                                   | Oleg Joukov           | Slawomir Kohut        | Olexandr Klymenko |
| 2004                                                   | Bogdan Bondariew      | Slawomir Kohut        | Peter Mazur       |
| Carrera de la Solidaridad y de los Campeones Olímpicos |                       |                       |                   |
| 2005                                                   | Piotr Wadecki         | Maurizio Varini       | František Raboň   |
| 2006                                                   | Robert Radosz         | Marcin Sapa           | Łukasz Bodnar     |
| 2007                                                   | Łukasz Bodnar         | Błażej Janiaczyk      | Gregor Gazvoda    |
| 2008                                                   | Łukasz Bodnar         | Denys Kostyuk         | Błażej Janiaczyk  |
| 2009                                                   | Artur Krol            | Andriy Grivko         | Radosław Romanik  |
| 2010                                                   | Jacek Morajko         | Pasquale Muto         | Stefan Schäfer    |
| 2011                                                   | Marcin Sapa           | Oleksandr Sheydyk     | Roman Broniš      |
| 2012                                                   | Mariusz Witecki       | Bartosz Huzarski      | Adam Pierzga      |
| 2013                                                   | Vitaliy Popkov        | Jiri Hudecek          | Stefan Schäfer    |
| 2014                                                   | Kamil Zieliński       | Mirko Tedeschi        | Davide Ballerini  |
| 2015                                                   | Johim Ariesen         | Paweł Franczak        | Vitaliy Buts      |
| 2016                                                   | Yauhen Sobal          | Tymur Maleev          | Jasper Hamelink   |
| 2017                                                   | Mateusz Komar         | Paweł Cieślik         | Adam Stachowiak   |
| 2018                                                   | Sylwester Janiszewski | Maciej Paterski       | Aaron Van Poucke  |
| 2019                                                   | Norman Vahtra         | Patryk Stosz          | Jason van Dalen   |
| 2020                                                   | Stanisław Aniołkowski | Sylwester Janiszewski | Itamar Einhorn    |
| 2021                                                   | Jan Bárta             | Jakub Ťoupalík        | Casper van Uden   |
| 2022                                                   | Timo Kielich          | Tomasz Budzinski      | Matúš Štoček      |
| 2023                                                   | Siim Kiskonen         | Max Kroonen           | Michał Pomorski   |
| 2024                                                   | Tobiasz Pawlak        | Patryk Stosz          | Tim den Braber    |
| 2025                                                   | Marceli Bogusławski   | Michał Pomorski       | Joppe Heremans    |

## Palmarés por países
| País            | Victorias |
| --------------- | --------- |
| Polonia         | 23        |
| Lituania        | 2         |
| Rusia           | 2         |
| Ucrania         | 2         |
| República Checa | 2         |
| Estonia         | 2         |
| Países Bajos    | 1         |
| Bielorrusia     | 1         |
| Bélgica         | 1         |